# 3152 Jones
3152 Jones eller 1983 LF är en asteroid i huvudbältet som upptäcktes den 7 juni 1983 av det nyzeeländska astronomparet Pamela M. Kilmartin och Alan C. Gilmore vid Mount John University Observatory. Den är uppkallad efter den nyzeeländska astronomen Albert F. A. L. Jones.
Asteroiden har en diameter på ungefär 30 kilometer.